# Джеймс Ейтс
Джеймс Ейтс (англ. James Eights; 1798–1882) — американський вчений і дослідник Антарктики.

## Біографія
Джеймс Ейтс народився в Олбані, штат Нью-Йорк, в родині лікаря Джонатана Ейтса. Джеймс, як і батько, обрав професію лікаря. Будучи студентом і асистентом Амоса Ітона, він допоміг йому завершити дослідження уздовж каналу Ері.
Отримавши професію натураліста та хірурга, Ейтс відправився в свою першу подорож, наповнену відкриттями, зробленими за межами США. Пізніше він був членом "Експедиції 1830 року", яка здійснила плавання в Південну півкулю, до берегів Антарктиди. Ейтс описав місця, яких досягла експедиція, і став першим, хто охарактеризував геологію району і зробив перші відкриття копалин в Антарктиці.
Повернувшись до США, Ейтс опублікував деякі з матеріалів експедиції. Проте надалі йому не судилося стати учасником ще будь-яких мандрівок. Пізніше він працював геологом, землеміром й створював акварелі та нариси Олбані, завдяки яким він зараз більш відомий. Вважається, що Джеймс Ейтс не займався медичною практикою після антарктичної експедиції. Він ніколи не був одруженим й останні роки свого життя прожив у будинку сестри. У 1882 році помер.

## Пам'ять
Ім'ям Ейтса названо узбережжя в Антарктиді — берег Ейтса.